# Tible

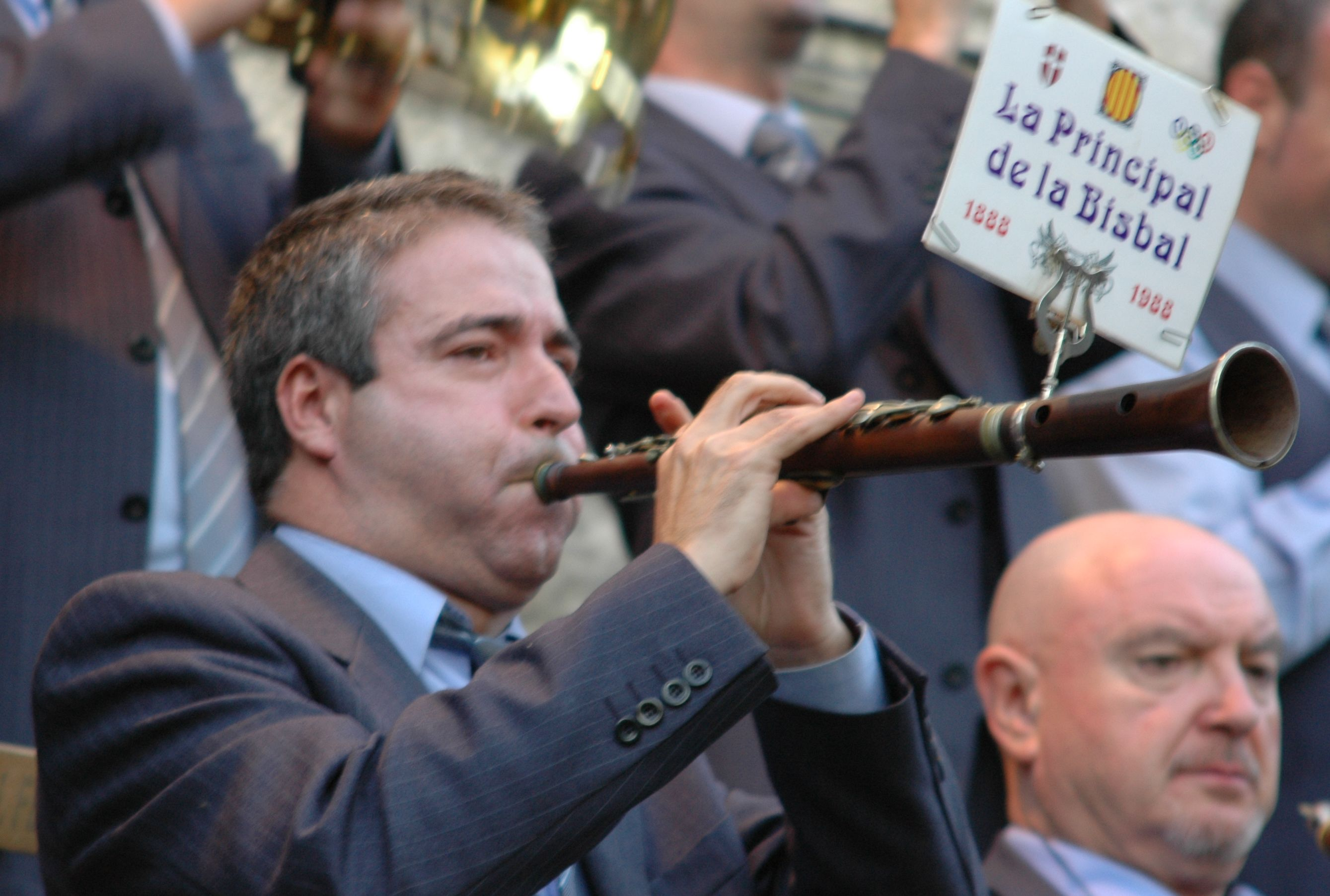
Tible, gespielt von Lluís Pujals

Das Tible (katalanisch el tible, dt. Diskantschalmei) ist ein typisches katalanisches Holzblasinstrument mit doppeltem Rohrblatt. Es leitet sich ähnlich wie die Tenora von der mittelalterlichen Xeremia (dt.: Schalmei), konkret der Xeremia tible her.

## Aufbau
Das Tible ist deutlich kleiner als die Tenora und im Gegensatz zu dieser ganz aus dem Holz des Judendorns (Ziziphus jujuba oder Jujube) gefertigt. Es ist etwa 55 cm lang und besteht aus drei Teilen: Der obere und der mittlere Teile tragen das Klappensystem; am unteren, distalen Teil befinden sich vier Löcher.

## Musikalische Eigenschaften und Verwendung
Das Tible ist in F gestimmt und hat einen Tonumfang von 2,5 Oktaven von notiert a0 bis e3 (Klang eine Quarte höher). Seine Tonfärbung ist etwas grell. Es wird als Instrument in der Cobla, der Sardana-Kapelle, in Katalonien verwendet, wo es oft mit der Tenora musikalische Dialoge führt.